# Mašková
Mašková este o comună slovacă, aflată în districtul Lučenec din regiunea Banská Bystrica. Localitatea se află la altitudinea de 209 m deasupra n.m., se întinde pe o suprafață de 9,13 km2 și în 2017 număra 323 de locuitori.

## Istoric
Localitatea Mašková este atestată documentar din 1332.

## Demografie
| An:                | 1994 | 2004   | 2014    | 2024   |
| ------------------ | ---- | ------ | ------- | ------ |
| Număr de persoane: | 291  | 288    | 326     | 331    |
| Diferență:         |      | −1,03% | +13,19% | +1,53% |

| An:                | 2023 | 2024   |
| ------------------ | ---- | ------ |
| Număr de persoane: | 327  | 331    |
| Diferență:         |      | +1,22% |